# Fedlimid mac Daill
Fedlimid mac Daill era un suonatore di arpa e il capo dei bardi alla corte di Conchobar mac Nessa nel Ciclo dell'Ulster della mitologia irlandese. Era padre di Deirdre.